# تورا-سان، عشق لطیف او
تورا-سان، عشق لطیف او (انگلیسی: Tora-san, His Tender Love) یک فیلم کمدی ژاپنی محصول ۱۹۷۰ به کارگردانی آزوما موریساکی است. این فیلم سومین فیلم از مجموعه محبوب و طولانی مدت اوتوکو وا تسورای یو و اولین مورد از تنها دو مورد که توسط یوجی یامادا کارگردانی نشده‌است. میچیو آراتاما در این فیلم در نقش «مدونا» یا به عنوان «علاقه عشق او» که مدیر یک مسافرخانه در چشمه‌های آب گرم یونویاما است، ظاهر می‌شود.